# Partido Berazategui
Berazategui ist ein Partido im Norden der Provinz Buenos Aires in Argentinien. Der Verwaltungssitz ist die Stadt Berazategui. Laut einer Schätzung von 2019 hat der Partido 362.021 Einwohner auf 188 km². Es war bis 1960 Teil des Partido Quilmes. Der Großteil der Bevölkerung konzentriert sich in der Stadt Berazategui, die über ein wichtiges Geschäftsviertel mit einer Fußgängerzone verfügt.

## Orte
Berazategui ist in 8 Ortschaften und Städte, sogenannte Localidades, unterteilt.
- Berazategui (Verwaltungssitz)
- Hudson
- Juan María Gutiérrez
- Ranelagh
- Sourigues
- Pereyra
- Plátanos
- Villa España
- El Pato